# عیسی مسیح سوپراستار (فیلم)
عیسی مسیح سوپراستار  یا  اجرای زنده عیسی مسیح (به انگلیسی: Jesus Christ Superstar) فیلمی محصول سال ۱۹۷۳ و به کارگردانی نورمن جویسون است. در این فیلم بازیگرانی همچون تد نیلی، کارل اندرسون، ایوان الیمن و بری دنن ایفای نقش کرده‌اند. این فیلم بر پایه نمایشنامه عیسی مسیح سوپراستار می‌باشد.

## داستان
یک گروه نمایش با اتوبوس به صحرای نقب می‌روند تا اجرای امروزی‌ای از مصائب مسیح را به‌شکل موزیکالی پیوسته اجرا کنند. کارل اندرسون، که از ابتدا در نقش یهودای اسخریوطی ظاهر شده، زمانی که گروه مشغول آماده‌سازی دکور، لباس‌ها و رقصیدن با اورتور آغازین هستند، از جمع جدا می‌شود.
یهودا، عضوی از جنبش انسان‌دوستانه‌ای به رهبری نجاری به نام عیسی، نگران است که عیسی پیام خود را فراموش کرده و به‌جای سخن گفتن از بی‌عدالتی اجتماعی، اکنون از پسر خدا بودنش می‌گوید. او با عیسی دربارهٔ رابطه‌اش با مریم مجدلیه (که از نظر تاریخی به عنوان یک روسپی شناخته می‌شود) درگیر می‌شود و او را برای اجازه دادن به مریم برای خرید روغن گران‌قیمت، به‌جای خرج کردن آن برای فقرا، نکوهش می‌کند. عیسی از مریم دفاع می‌کند و به یهودا می‌گوید فقرا همیشه خواهند بود، اما او نه. در همین حال، کاهنان معبد به رهبری قیافا و حنان نگرانند که محبوبیت عیسی باعث واکنش خشن اشغالگران رومی شود، و تصمیم می‌گیرند که عیسی باید کشته شود.
وقتی عیسی برای عید فِصح وارد اورشلیم می‌شود، جمعیت انبوهی به استقبال او می‌آیند. شمعون غیور، یکی از پیروانش، پیشنهاد می‌دهد که این جمعیت را علیه روم بسیج کند، اما عیسی می‌گوید هدفش این نیست. او به معبد می‌رود و با عصبانیت صرافان و بازرگانان را بیرون می‌کند که موجب شگفتی همه، به‌ویژه یهودا، می‌شود. عیسی به بیابان پناه می‌برد، جایی که بیماران جذامی از او طلب شفا می‌کنند. یهودا نزد کاهنان می‌رود و نگرانی‌اش را دربارهٔ عیسی ابراز می‌کند، اما از خیانت مردد است. وقتی کاهنان به او پیشنهاد پول در ازای نشان دادن جایی می‌دهند که بتوانند عیسی را دور از جمعیت دستگیر کنند، و می‌گویند می‌تواند این پول را برای کمک به فقرا خرج کند، یهودا می‌گوید که عیسی شب پنج‌شنبه در باغ جتسیمانی خواهد بود.
عیسی با پیروانش در باغ شام آخر را برگزار می‌کند و در آنجا از وفاداری آنان ابراز تردید می‌کند. او پیش‌بینی می‌کند که پطرس او را انکار خواهد کرد و یهودا به او خیانت خواهد کرد. مشاجره‌ای میان عیسی و یهودا درمی‌گیرد و یهودا خشمگینانه عیسی را متهم می‌کند که هدفشان را فراموش کرده است. دیگر پیروان به خواب می‌روند و عیسی با خدا دربارهٔ سرنوشتش گفت‌وگو می‌کند و در نهایت تصمیم می‌گیرد آن را بپذیرد. یهودا با سربازان رومی به محل می‌آید، عیسی را با بوسه یهودا شناسایی می‌کند و عیسی خود را بدون مقاومت تسلیم می‌کند. او نزد قیافا و حنان برده می‌شود که او را به کفرگویی متهم می‌کنند. در همین زمان، پطرس هنگامی که مردم او را دربارهٔ آشنایی با عیسی بازخواست می‌کنند، سه بار منکر می‌شود که او را می‌شناسد. سپس مریم مجدلیه و پیروان دیگر به تلخی می‌اندیشند که چطور کار به اینجا کشید.
عیسی برای محاکمه نزد پیلاطس، حاکم روم، برده می‌شود، اما او که با یهودیان کاری ندارد، او را نزد هیرودیس می‌فرستد. هیرودیس از عیسی می‌خواهد معجزه‌ای نشان دهد، و چون عیسی واکنشی نشان نمی‌دهد، او را فریب‌کار می‌خواند و بازمی‌گرداند. یهودا که وضعیت عیسی را می‌بیند، غرق در اندوه و پشیمانی می‌شود. او خدا را برای این‌که او را در نقش خائن قرار داده سرزنش می‌کند و خود را حلق‌آویز می‌کند. پیلاطس از عیسی بازجویی می‌کند و اگرچه او را مجنون می‌پندارد، اما بی‌گناه می‌داند. با این حال، جمعیت خواستار اعدام عیسی هستند. پیلاطس، که از سکوت و تسلیم‌پذیری عیسی خشمگین و سردرگم است، حتی پس از تازیانه‌زدن مسیح هم نمی‌تواند جمع را آرام کند، و سرانجام دستور اعدام عیسی را صادر می‌کند.
در حالی‌که عیسی به سوی جلجتا برده می‌شود، روح یهودا در ترانهٔ «ابرستاره» ظاهر می‌شود و می‌پرسد که آیا مرگ عیسی از پیش طراحی‌شده بود و آیا این همه اتفاق قرار بوده بیفتد. عیسی مصلوب می‌شود و پس از به زبان آوردن آخرین کلماتش، جان می‌سپارد. پس از مرگ او، بازیگران، این‌بار بدون لباس شخصیت‌ها، سوار اتوبوس می‌شوند و می‌روند. بری دنن، ایوون الیمن و کارل اندرسون تنها کسانی‌اند که متوجه می‌شوند تد نیلی، بازیگر نقش عیسی، در میان آن‌ها نیست.